# Arm & Hammer
Arm & Hammer è un marchio registrato appartenente a Church & Dwight, gruppo statunitense di prodotti per la casa. Il logo rappresenta un braccio muscoloso che maneggia un martello all'interno di un cerchio rosso. In origine il logo era associato unicamente al bicarbonato di sodio, con lo svilupparsi della compagnia invece fu associato anche ad altri prodotti, sempre a base di bicarbonato, come deodoranti, dentifrici, detersivi e prodotti per animali domestici. Il marchio Arm and Hammer è tra i più antichi della tradizione statunitense.

## Storia
Il logo utilizzato da Arm and Hammer ha la sua origine nell'anno 1860 quando James A. Church possedeva solamente un negozio di spezie conosciuto come Vulcan Spice Mills. Stando ai racconti della compagnia il logo Arm and Hammer rappresenta infatti Vulcano, il dio romano del fuoco terrestre e distruttore.
Leggenda narra che il nome della compagnia abbia derivi da quello del tycoon Armand Hammer, ma il marchio nacque 31 anni prima della nascita dell'imprenditore. Ad Hammer venne così spesso chiesto se fosse collegato al marchio di Church & Dwight che cercò di comprare l'intera compagnia; dopo alcuni tentativi fallimentari la Hammer's Occidental Petroleum nel 1986 acquisì azioni sufficienti per poter entrare a far parte del consiglio di amministrazione della compagnia. Hammer rimase tra i proprietari della compagnia per 4 anni, fino alla sua morte nel 1990.
In Europa la presenza del marchio ha iniziato a rafforzarsi nel 1994 quando l'azienda ha iniziato a presidiare il mercato britannico entrando capillarmente nella GDO con i suoi dentifrici a base di bicarbonato. Nel 2016 la presenza si è ulteriormente fortificata con lo sbarco del marchio anche sul suolo italiano.

## Gallery

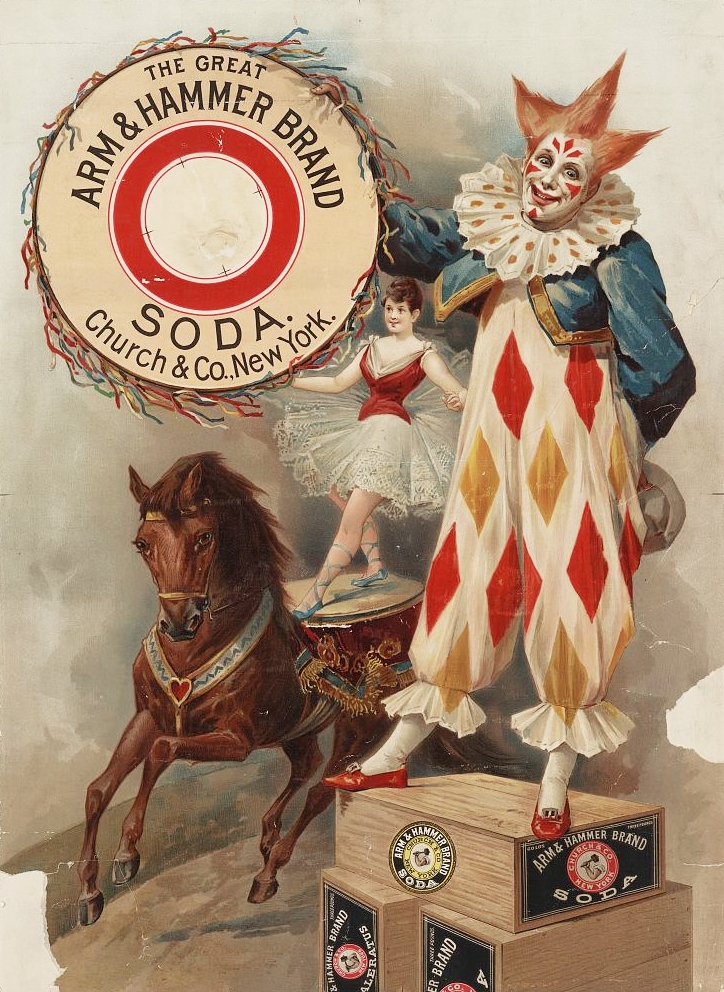
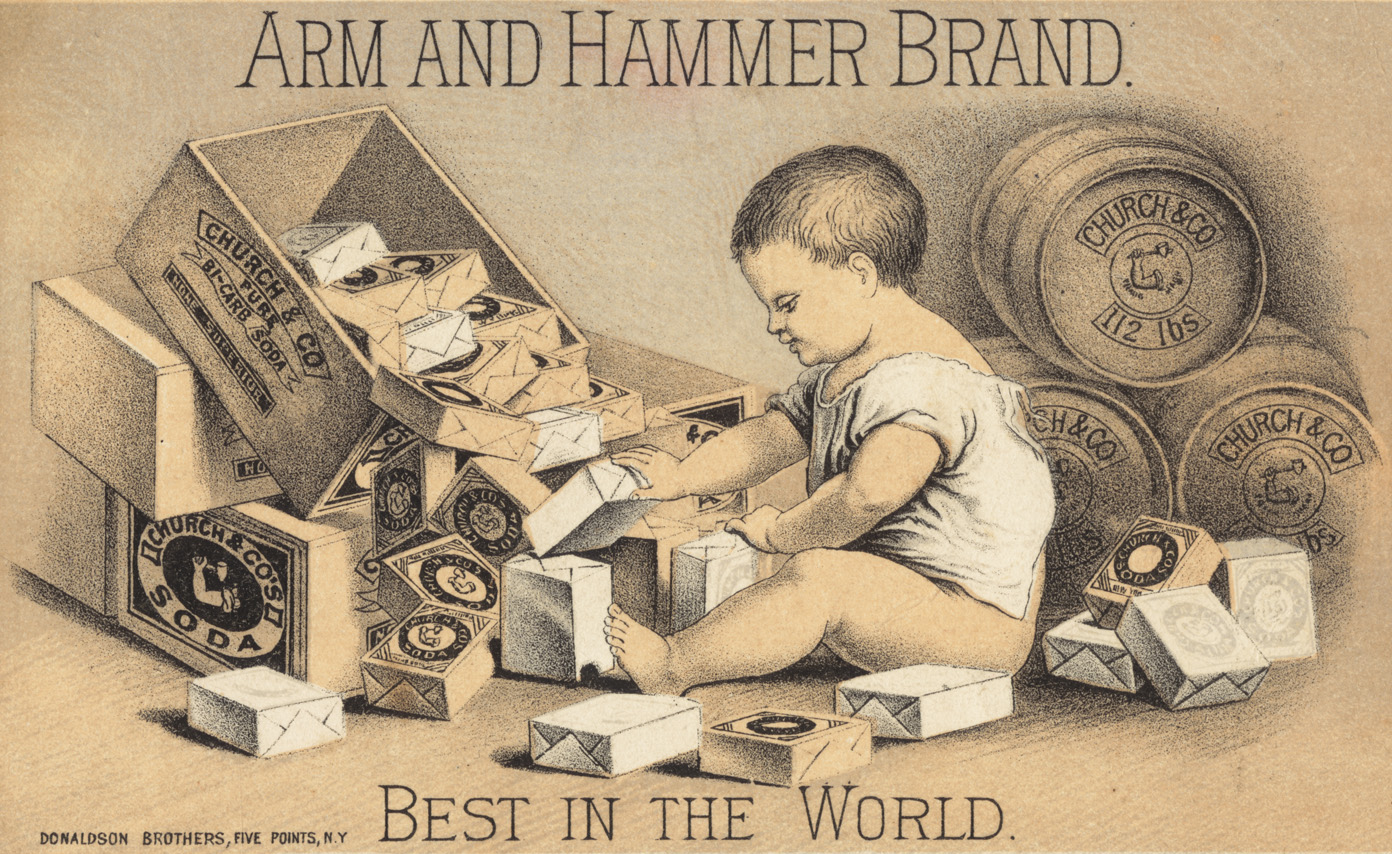
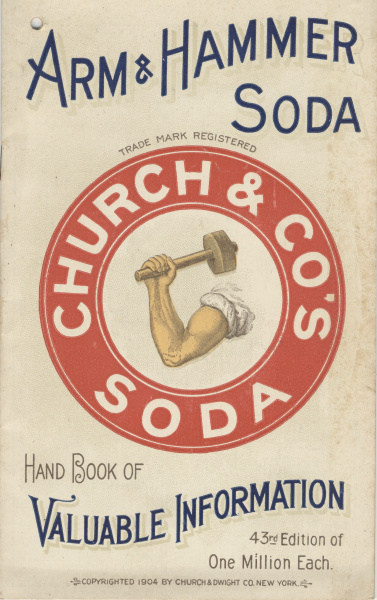
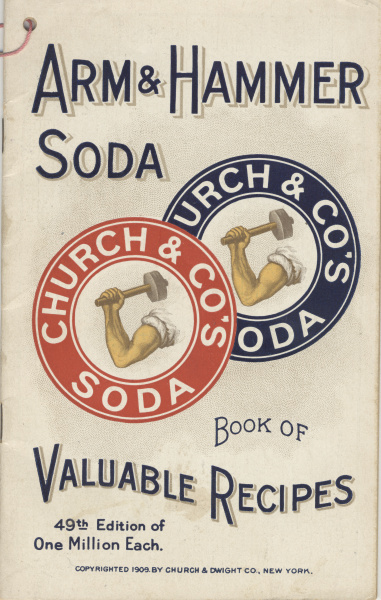